# Ой де
Ой де (тур. Ah Nerede) — турецький телесеріал 2022 року у жанрі романтичної комедії, та створений компанією 10. Ev Yapım. В головних ролях — Октай Чубук, Ніл Кесер.
Перша серія вийшла в ефір 1 липня 2022 року.
Серіал має 1 сезон. Завершився 7-м епізодом, який вийшов у ефір 19 серпня 2022 року.
Режисер серіалу — Бюлент Ішбілен.
Сценарист серіалу — Кюбра Сюлюн, Мер'єм Демірлі.
Серіал є адаптацією фільму Орхана Аксоя 1975 року «Ой де».

## Сюжет
Це романтична комедія, яка розповідає про життя трьох братів: Омера, Мурата та Феріта. Раніше вони жили у Бурсі. Троє братів були відправлені до Стамбула для здобуття університетської освіти. Кожен знайде тут для себе розвагу.
Феріт, який є найстаршим із них, зовсім забуде, що його вдома чекає наречена. Він почне залицятися до всіх дівчат.
Омер — наймолодший із братів. Він почне захоплюватись політикою.
Мурату дуже сподобається грати в азартні ігри.
Грім серед ясного неба пролунає тоді, коли батькам стане відомо, чим насправді займаються їхні діти у Стамбулі.

## Актори та персонажі
| Актор                 | Роль         |
| --------------------- | ------------ |
| Октай Чубук           | Феріт Джан   |
| Ніл Кесер             | Зехра Кая    |
| Тарік Папучуоглу      | Хакім        |
| Айше Кекчю            | Сеніха       |
| Дерья Алабора         | Періхан Кая  |
| Феріт Актуг           | Алі Кая      |
| Рейхан Асена Кескінчі | Бурчак Абалі |
| Мерве Нур Бенгі       | Ніхаль       |
| Айджан Коптур         | Хуріє Кая    |
| Орхан Ескін           | Їлмаз        |
| Корхан Гердуран       | Мурат        |
| Мірай Акай            | Серай        |
| Батухан Серт          | Омер         |
| Самет Каан Куюджу     | Ценкер       |
| Ахсен Туркілмаз       | Дуйгу Кая    |

## Сезони
| Сезон | Епізоди | Епізоди | Оригінальний показ | Оригінальний показ | Оригінальний показ |
| Сезон | Епізоди | Епізоди | Перший показ       | Останній показ     | Мережа             |
| ----- | ------- | ------- | ------------------ | ------------------ | ------------------ |
| 1     | 7       | 7       | 1 липня 2022       | 19 серпня 2022     | Star TV            |

## Рейтинги серій
| Серія     | Рейтинг (TOTAL) | Рейтинг (AB) | Рейтинг (ABC1) |
| --------- | --------------- | ------------ | -------------- |
| 1         | 2.23            | 1.46         | 1.67           |
| 2         | 2.22            | 1.17         | 1.40           |
| 3         | 2.25            | 1.33         | 1,96           |
| 4         | 2.26            | 1.40         | 1.38           |
| 5         | 1.50            | 0,73         | 0,97           |
| 6         | 1,95            | 0,78         | 1.44           |
| 7 (фінал) | 1.40            | 0,60         | 0,87           |

## Нагороди
| Рік  | Премія                       | Категорія                               | Номінант        | Результат |
| ---- | ---------------------------- | --------------------------------------- | --------------- | --------- |
| 2022 | 48. Премія «Золотий метелик» | Найкращий романтичний комедійний серіал | Ой де           | Номінація |
| 2022 | 48. Премія «Золотий метелик» | Найкраща акторка романтичної комедії    | Асена Кескинджи | Номінація |
| 2022 | 48. Премія «Золотий метелик» | Найкраща акторка романтичної комедії    | Ніл Кесер       | Номінація |
| 2022 | 48. Премія «Золотий метелик» | Найкращий актор романтичної комедії     | Феріт Актуг     | Номінація |
| 2022 | 48. Премія «Золотий метелик» | Найкращий актор романтичної комедії     | Октай Чубук     | Номінація |